# Сражение при Граспане
Сражение при Граспане (Graspan) или сражение при Энслине (Enslin) — сражение Второй англо-бурской войны. 25 ноября 1899 года британцы под командованием генерал-лейтенанта Метуэна атаковали и захватили позиции буров на Граспанских холмах при станции Энслин.
После сражения при Бельмонте британские войска провели ночь в лагере и во второй половине дня 24 ноября 1899 года продолжили свой марш на север к осажденному городу Кимберли, двигаясь параллельно железной дороге, отремонтированной инженерными подразделениями. Бронепоезд оказывал поддержку с железнодорожной линии. 
На рассвете 25 ноября 1899 года 9-я бригада, шедшая впереди, обнаружила значительные силы буров к востоку от железнодорожной линии, расположенных на позициях на Граспанских холмах, прикрывающих подход к станции Энслин. Силы буров насчитывали около 3000 человек, вооруженных тяжелой пушкой, пятью полевыми орудиями, 1-фунтовой пушкой «Максим», так называемой "пом-пом", и пулеметом Максима. Ими командовал генерал Коос Де ла Рей.
Метуэн решил не повторять то, что было расценено как его ошибка в Бельмонте, когда он позволил неадекватной артиллерийской бомбардировке предшествовать атаке пехоты. Британская артиллерия в составе двух полевых батарей и двух корабельных орудий начала обстрел позиций буров. Бурские орудия ответили. Как и во многих случаях, использование бурами фугасных снарядов при обстреле открытой местности делало их огонь менее эффективным, чем использование британцами шрапнели. К концу артиллерийской перестрелки огонь орудий буров был подавлен, но сами пушки не были уничтожены.
Около 7 часов утра, пока британская артиллерия все еще стреляла по линии вершин холмов, британская пехота начала наступление. Два полка 9-й бригады двинулись к левому холму. Военно-морская бригада (слабый полубатальон), поддерживаемая справа и слева двумя другими полками 9-й бригады, атаковала позиции буров на крайнем правом холме. Атака британской пехоты производилась рывками, в открытом боевом порядке, вверх по холмам. Военно-морская бригада дрогнула перед лицом шквала ружейного огня и из-за потери офицеров, но была поддержана атаками справа от нее легкой пехоты.
Перед лицом британской штыковой атаки буры покинули свои позиции, уведя с собой всю свою артиллерию. Некоторые поспешили по вершине хребта на восток, а другие спустились по дальнему склону к своим лошадям и ускакали на север. Уланы, находившиеся на крайнем правом фланге англичан, попытались преследовать отступающих буров, но попали под шквальный огонь с холмов в тылу атакованных позиций.
Британские войска двинулись с поля боя к станции Энслин и заняли ее. Железнодорожная линия за Энслином была разобрана бурами, и ее пришлось заново прокладывать, а телеграфную линию заменить. 
Как только эта работа была завершена, Метуэн смог возобновить свой марш на север, к Кимберли.
Всего британские потери составили 23 солдат и офицеров убитыми и 165 ранеными. Военно-морская бригада потеряла 101 человека из 365. Потери буров оцениваются примерно в 220 человек убитыми, ранеными и пленными.